# Blindhet
Blindhet innebär total avsaknad av syn. Framför allt från 1800-talet och framåt har man försökt förbättra de blindas situation i samhället, med till exempel punktskrift, vita käppar och ledarhundar.

## Definition
Världshälsoorganisationen definierar blindhet som oförmåga att se. Blindhet är en grav form av synnedsättning som enligt ICD-10 delas upp enligt följande:
| Synnedsättning                                   | Gränsvärde                      | Alternativt gränsvärde                |
| ------------------------------------------------ | ------------------------------- | ------------------------------------- |
| Dålig syn                                        | synskärpa mellan 0,05 och 0,333 | synfältsnedsättning till < 20 grader* |
| Blindhet                                         | synskärpa < 0,05                | synfältsnedsättning till < 10 grader* |
| Total blindhet                                   | 0 i synskärpa                   | oförmåga att uppfatta ljus            |
| *) På det bästa ögat under optimala förhållanden |                                 |                                       |

Enligt WHO:s statistik för 2002 är 37 miljoner människor i världen blinda och ytterligare 124 miljoner har dålig syn.

## Orsaker

Vägskylt som varnar trafikanter för att personer med nedsatt syn kan befinna sig i området.

De vanligaste orsakerna enligt WHO är:
| Orsak till blindhet                                                     | procentuell andel av nu blinda med åkomman |
| ----------------------------------------------------------------------- | ------------------------------------------ |
| Katarakt/Grå starr                                                      | 47,8 %                                     |
| Glaukom/Grön starr                                                      | 12,3 %                                     |
| Åldersrelaterad degeneration av gula fläcken                            | 8,7 %                                      |
| Opacitetsförändringar av hornhinnan                                     | 5,1 %                                      |
| Diabetesretinopati                                                      | 4,8 %                                      |
| Barnsjukdomar som Vitamin A-brist                                       | 3,9 %                                      |
| Trakom (infektionssjukdom som orsakas av bland annat klamydiainfektion) | 3,6 %                                      |
| Flodblindhet orsakad av infektion med parasiten Onchorcerca volvolus    | 0,8 %                                      |
| Övriga orsaker                                                          | 13,0 %                                     |

Enligt uppskattningar från WHO så är 75 % av all blindhet möjlig att förhindra, däremot är enbart hälften av all blindhet hos barn möjlig att förhindra.

## Behandling
Möjligheterna att behandla blindhet och återställa synförmåga beror helt på orsaken till blindheten. Vissa former, till exempel grå starr, kan gå att operera.

## Hjälpmedel

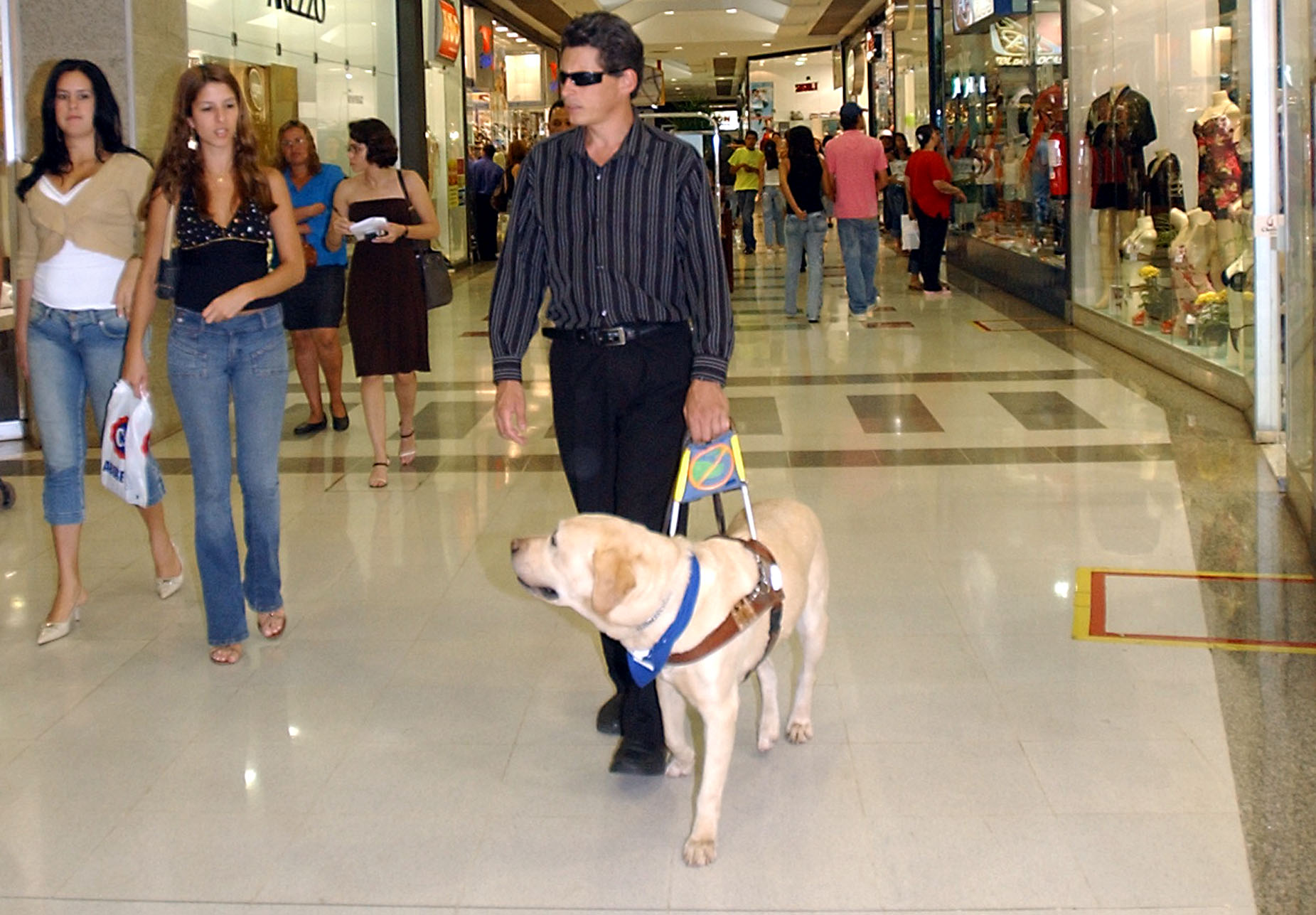
Ledarhund

Blindhet räknas som en funktionsnedsättning. Det kan vara svårt att ta till sig skriven information och att orientera sig. Blinda har i Sverige rätt till hjälp enligt LSS - Lag om rätt till service till vissa funktionshindrade.

### Ledarhund
Ledarhund, tidigare ofta blindhund, är en benämning på hundar som används för att leda människor med synfel. I Sverige finns (2006) cirka 350 ledarhundar. De vanligaste raserna är labrador och schäfer.

### Vit käpp
Den äldsta formen av hjälpmedel för blinda är käppen. Den har använts i åtminstone 1000 år. Den vita käppen uppstod under första världskriget då franska soldater började använda vita käppar. Under 1930-talet introducerades den i Sverige Den vita käppen blev så småningom en symbol för blindhet över hela världen och återfinns bland annat på Synskadades Riksförbunds logotyp. Käpptekniken med pendelrörelser för att känna sig fram med som känselspröt utarbetades av den amerikanske blindskoleläraren R. Hoover och kom till Sverige 1953. Det vanligaste materialet för käpparna är aluminium.

### Punktskrift och talböcker

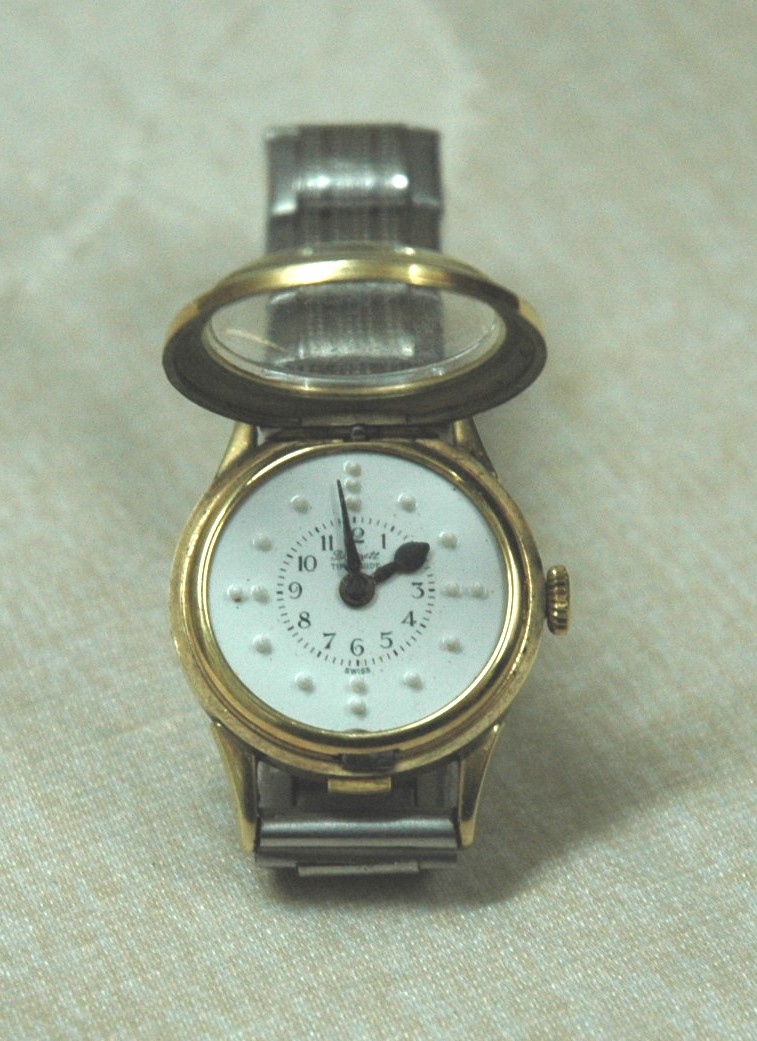
Klocka med punktskift som kan läsas av blinda med fingertopparna.

Punktskriften framtogs 1824 av en då 15-årig fransk pojke vid namn Louis Braille. Synskadade barn lär sig att läsa punktskrift i skolan. Deras lärare har möjlighet att få utbildning vid Specialpedagogiska institutet. Syncentralerna i landet har ansvaret för att lära vuxna synskadade punktskrift, men det finns även andra som erbjuder kurser. Myndigheten för tillgängliga medier, MTM, ansvarar för utlåning av tal- och punktskriftsböcker.

### Andra hjälpmedel
- Synanpassning av datorer, bland annat med program som läser upp skriven text (talsyntes).
- Sonar eller ljudtolkning, ”The vOICe” är en programvara som omvandlar bilder till ljud, vilket tillåter blinda människor att lära sig ”se” med hörseln. Personer att uppgett att de faktiskt lärt sig se med programmet, och fått hjärnan att bygga upp visuella bilder baserade på ljudet.

## Sporter för blinda
Vissa sporter har skapats eller anpassats för att passa blinda och personer med synnedsättning. Judo, Goalball, cricket och golf är några exempel.
Det finns en internationell organisation för sport för blinda, Internationella blindsportfederationen, IBSA. Personer med synnedsättning har tävlat i Paralympics sedan 1976.

## Ordet "blind" som metafor
Ordet blind används som metafor i betydelsen att någon inte uppmärksammat något. Exempel: - Jag måste ha varit blind som inte insåg hans onda avsikter.

## Kända blinda personer i urval

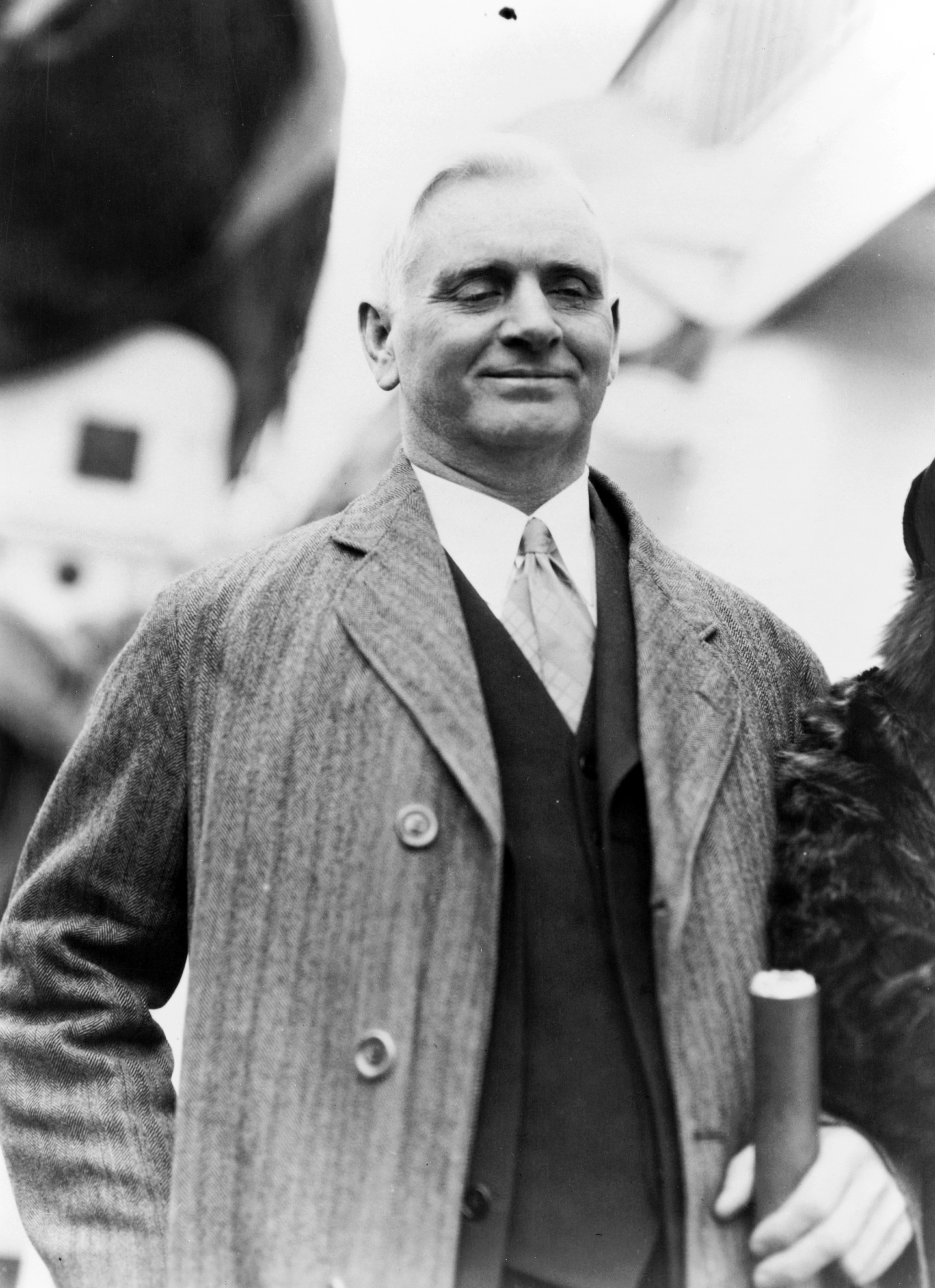
Senator Thomas Gore.

- Jean-Paul Sartre, fransk filosof och författare
- James Joyce, brittisk författare, mest känd för verket Odysseus
- Helen Keller, den förste dövblinda person som avlade en akademisk examen och var aktiv för att främja blindas rättigheter
- Louis Braille, fransk blindlärare och punktskriftens skapare
- Ray Charles, amerikansk sångare och pianist
- Thomas Gore, amerikansk senator
- Täppas Fogelberg, svensk journalist, tv- och radioman.
- Dana Elcar, amerikansk skådespelare som spelade Pete Thornton, MacGyvers chef i tv-serien med samma namn. När hans syn försämrades till följd av grön starr så skrev man in det i handlingen i serien.
- Stevie Wonder amerikansk musiker, sångare, kompositör och producent.